# Megabrenthorrhinus longicornis
Megabrenthorrhinus longicornis là một loài bọ cánh cứng trong họ Nemonychidae. Loài này được Gratshev & Zherikhin miêu tả khoa học đầu tiên năm 1996.